# Cebrio bayonnei
Cebrio bayonnei là một loài bọ cánh cứng trong họ Cebrionidae. Loài này được Chobaut miêu tả khoa học năm 1897.